# Tordiéra
Tordiéra est une localité du département de Tiankoura, dans la province du Bougouriba (région du Sud-Ouest) au Burkina Faso. En 2006, cette localité comptait 182 habitants dont 47.3% de femmes.